# Fuentes de León
Fuentes de León è un comune spagnolo di 2 719 abitanti situato nella comunità autonoma dell'Estremadura.